# 普朗西拉拜
普朗西拉拜（法語：Plancy-l'Abbaye，法語發音：[plɑ̃si labei]）是法国奥布省的一个市镇，位于该省北部偏西，属于塞纳河畔诺让区。

## 地理
普朗西拉拜（48°34'12"N, 3°58'6"E）面积41.38 平方千米，位于法国大東部大區奥布省，该省份为法国中北部省份，北起马恩省，西接塞纳-马恩省，西南至约讷省，东南至科多尔省，东临上马恩省。
与普朗西拉拜接壤的市镇（或旧市镇、城区）包括：贝西、布拉日、尚弗勒里、沙尔尼勒巴绍、奥布河畔隆格维尔、雷日、萨隆、小维亚普尔、库尔瑟曼、福-弗雷奈。

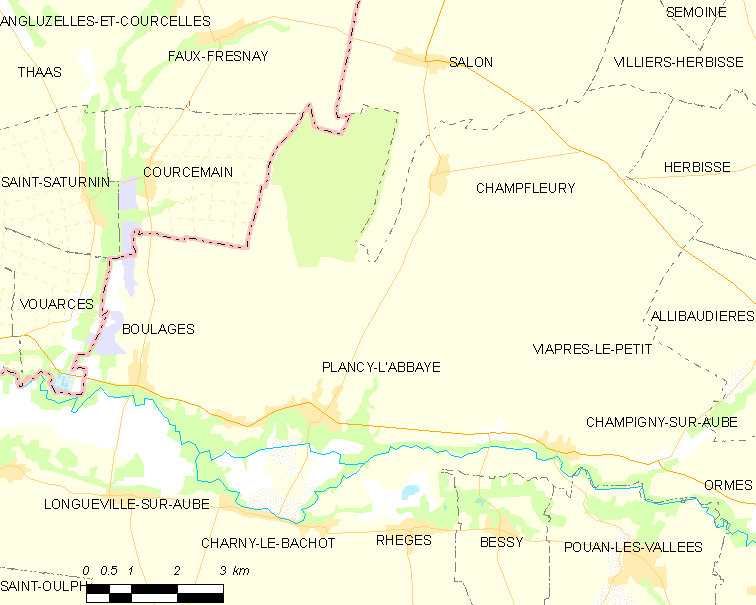
普朗西拉拜的OSM定位图

普朗西拉拜的时区为UTC+01:00、UTC+02:00（夏令时）。

## 行政
普朗西拉拜的邮政编码为10380，INSEE市镇编码为10289。

## 政治
普朗西拉拜所属的省级选区为特鲁瓦附近克勒内县。

## 人口

1962-2008年间普朗西拉拜人口变化图示

普朗西拉拜于2022年1月1日时的人口数量为963人。